# Siołki
Siołki – dawna kolonia. Tereny, na których był położony, leżą obecnie na Białorusi, w obwodzie witebskim, w rejonie brasławskim, w sielsowiecie Mieżany.
Inna nazwa miejscowości to Siółko.

## Historia
W czasach zaborów ówczesna wieś leżał w granicach Imperium Rosyjskiego.
W latach 1921–1939 kolonia leżała w Polsce, w województwie nowogródzkim (od 1926 w województwie wileńskim) w powiecie brasławskim w gminie Dryświaty.
Według Powszechnego Spisu Ludności z 1921 roku zamieszkiwało tu 171 osób, 154 było wyznania rzymskokatolickiego, 3 prawosławnego a 14 mojżeszowego. Jednocześnie 157 mieszkańców zadeklarowało polską przynależność narodową a 14 białoruską. Było tu 28 budynków mieszkalnych. W 1931 w 25 domach zamieszkiwało 121 osób.
Miejscowość należała do parafii rzymskokatolickiej w Dryświatach. W 1933 podlegała pod Sąd Grodzki w m. Turmont i Okręgowy w Wilnie; właściwy urząd pocztowy mieścił się w Dryświatach.